# 莱茵之金号列车
莱茵之金，又译作莱茵的黄金或金色莱茵，是德国一趟著名列车所使用的名称，曾先后被德意志国铁路以豪华列车，德国联邦铁路以全欧快车的类别运营，线路由荷兰的荷蘭角港/阿姆斯特丹沿莱茵河流域抵达瑞士。其命名来源于由瓦格纳作曲及编剧的歌剧《莱茵的黄金》。

## 第一代

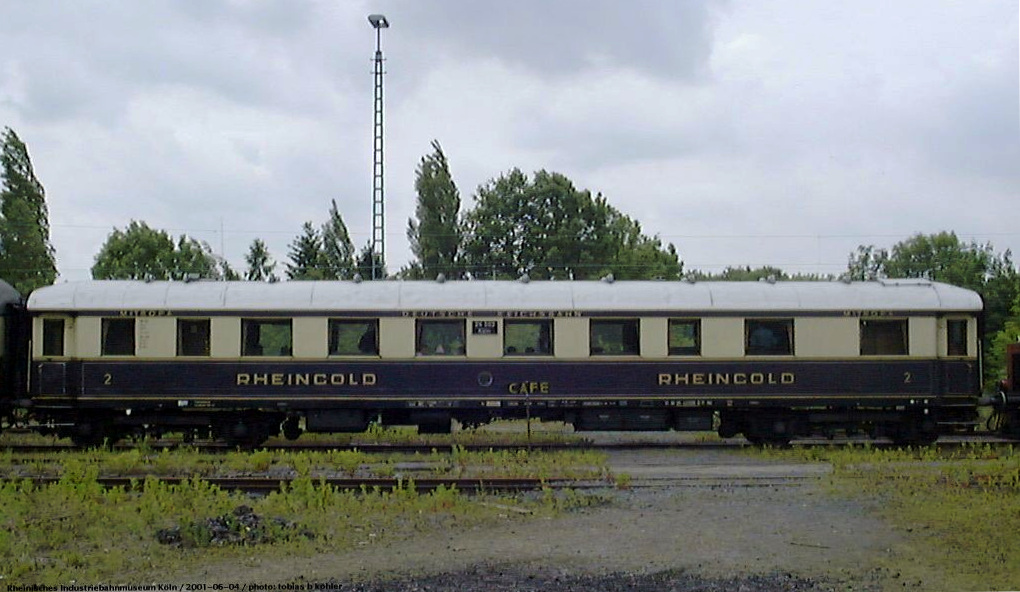
第一代金色莱茵车厢

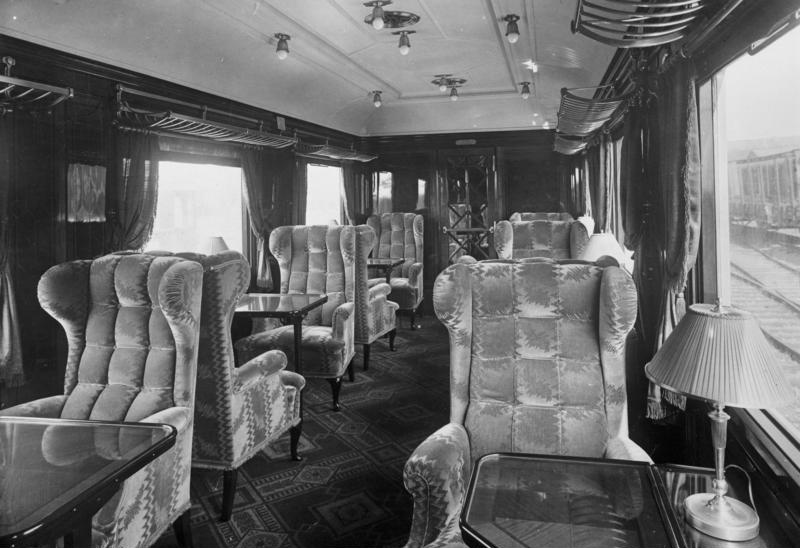
一等开放座车，1930年

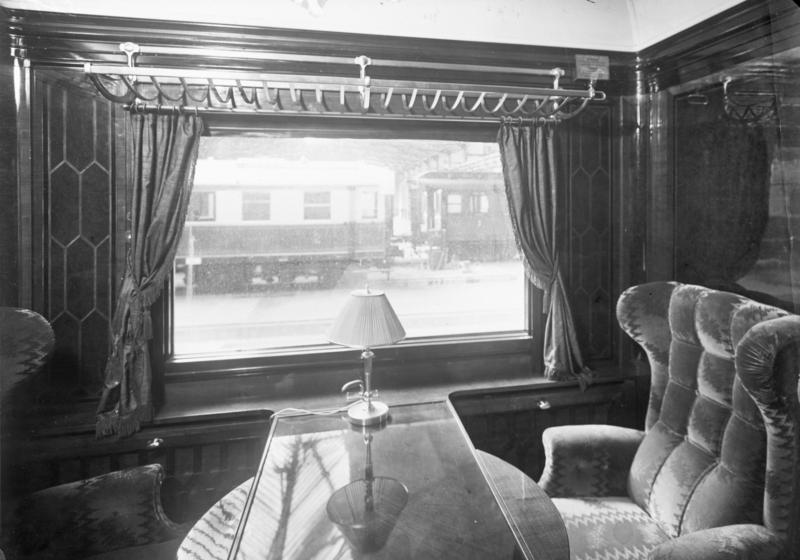
一等包厢座车，1930年

金色莱茵最早于1928年5月15日作为“长途快速列车（FD）”的类别面世。这是由于在荷兰－瑞士的交通运营中，国际卧铺车公司（Compagnie Internationale des Wagons-Lits）已经在此前开行了由阿姆斯特丹经布鲁塞尔、卢森堡和斯特拉斯堡至瑞士的雪绒花号列车，德意志国铁路为了应对竞争，特意推出了经由德国境内运行的路线。同时，为了与国际卧铺车公司所使用的普尔曼车厢抗衡，德意志国铁路亦在普式车厢的基础上增设带个人空间的特别的舒适型开放座车，每节长23.5公尺，使一等座车配备宽松的座椅。与国际卧铺车公司的普尔曼车厢一样，这些车厢也设有厨房为乘客提供食品及饮料，尽管有时会因为烹饪产生的油烟飘入乘客座席中而遭到投诉。此外，金色莱茵还配备若干行李车厢。车厢内部设计均由知名的艺术家和建筑师完成，主要受到包豪斯风格的影响。参与车厢制造的企业包括设于格尔利茨的车厢和工程股份公司（WUMAG）；卡塞尔的克雷德兄弟车厢工厂（Waggonfabrik Gebrüder Credé）、魏格曼公司（Wegmann & Co.）；科隆的范德齊朋及查理公司；以及布雷斯劳的林克-霍夫曼-劳赫哈默尔股份公司（Linke-Hofmann-Lauchhammer）。
值得注意的是，尽管车厢在外部采用的是统一的涂装，但内饰的设计却是不尽相同的，各车厢的墙壁和天花板均由不同木料风格（例如斑木、紫檀木或枫木）的嵌板所覆盖。
当时德国设有三种车厢等级，但金色莱茵仅设一等座车及二等座车，拥有当时德国最为奢华及宽敞的配置，并始终包含以下编组：
- 28席别的一等座车
- 20席别带厨房的一等座车
- 43席别的二等座车
- 29席别带厨房的二等座车
- 带海关加封及宠物设施的行李车（通常每列配备两节，头尾各一节）

其中每两节车厢中会设有一间厨房。厨房空间在车厢中只有约6平方公尺的大小，却需要为最多达60名乘客配制餐饮。在此密闭空间内除了煤炉外，还设有橱柜、冰箱、菜肴贮藏柜和食品柜。食物及饮品会被直接送到座位前，餐饮产品包括荷包蛋配鹅肝酱或牛排配杜松酱及羊肚菌等名贵菜式。与之对应的车内餐具则是精美的陶瓷碗碟和银质刀叉。在车厢外部视觉上，除车顶被漆成银灰色外，其余均使用独有的紫色及米色涂装。列车由米罗巴公司负责管理。
列车运行主要由快速及高性能的蒸汽机车牵引，在荷兰境内使用荷兰铁路3900型蒸汽机车，泽弗纳尔至曼海姆使用18.4型或18.5型蒸汽机车，曼海姆至巴塞尔使用德国BR18.3型蒸汽机车，巴塞尔之后的瑞士境内则使用SBB Ae 4/7电力机车牵引。在德意志国铁路完成合併后，其生产的德国BR01型蒸汽机车成为主力牵引机车；而普鲁士P8型蒸汽机车偶尔也会担当牵引任务。
自1929年起，列车在夏季的运营线路会经巴塞尔瑞士车站延长至卢塞恩及苏黎世。列车由荷兰角港经蜿蜒的莱茵河流域路线行驶至卢塞恩需时约13小时30分钟，相当于平均时速为70km/h。
为了吸引富有的英国乘客，荷兰角港还设立了一个良好的火车轮渡连接至英国哈里奇，可使列车直通伦敦。米罗巴公司为此提供在车内即可完成通关手续的特色列车服务。1939年，列车受到第二次世界大战的影响而被迫停运。

## 第二代
第二次世界大战结束后，金色莱茵的名称直到1951年5月20日才再次被使用，作为“长途列车（F）”投入荷兰角港至巴塞尔间（D164次）及阿姆斯特丹至科隆间（D264次）联运列车的服务，新列车以“金色莱茵快车（Rheingold-Express）”命名，使用的1939年生产的翻新车体，并首次搭载全部三种车厢等级。这些车厢被漆以蓝色涂装，镶有“德国联邦铁路（Deutsche Bundesbahn）”字样的铝制铭牌。餐车车厢在1955年5月23日前由国际卧铺车公司代管，此后则交由德国卧铺车及餐车公司（Deutsche Schlafwagen- und Speisewagengesellschaft，简称）负责管理。
这一时期的金色莱茵曾分别使用过BR01、03、03.10、23及41型蒸汽机车作为其牵引机车。

## 第三代

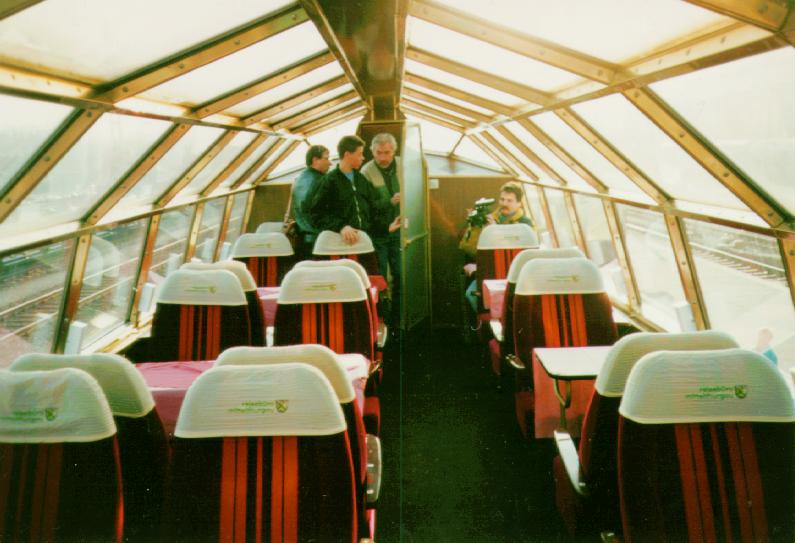
拥有开阔视野的观景座车仅搭载于全欧快车金色莱茵及莱茵之箭上

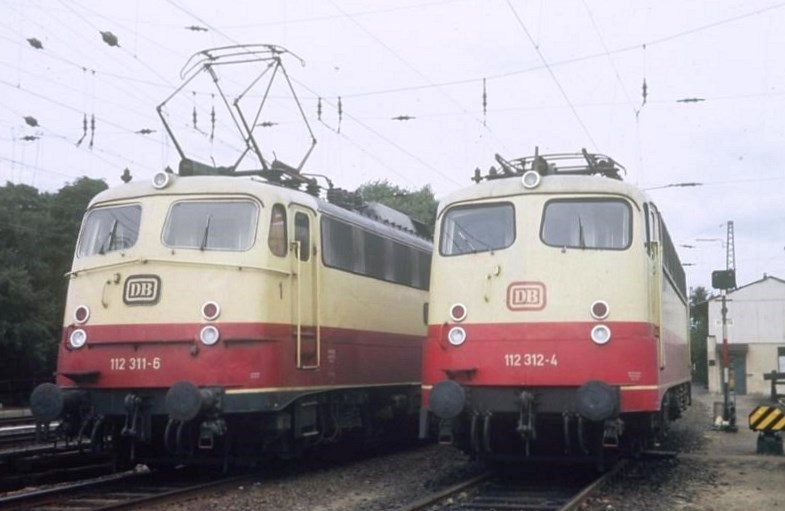
专为金色莱茵设计的机车E10.12

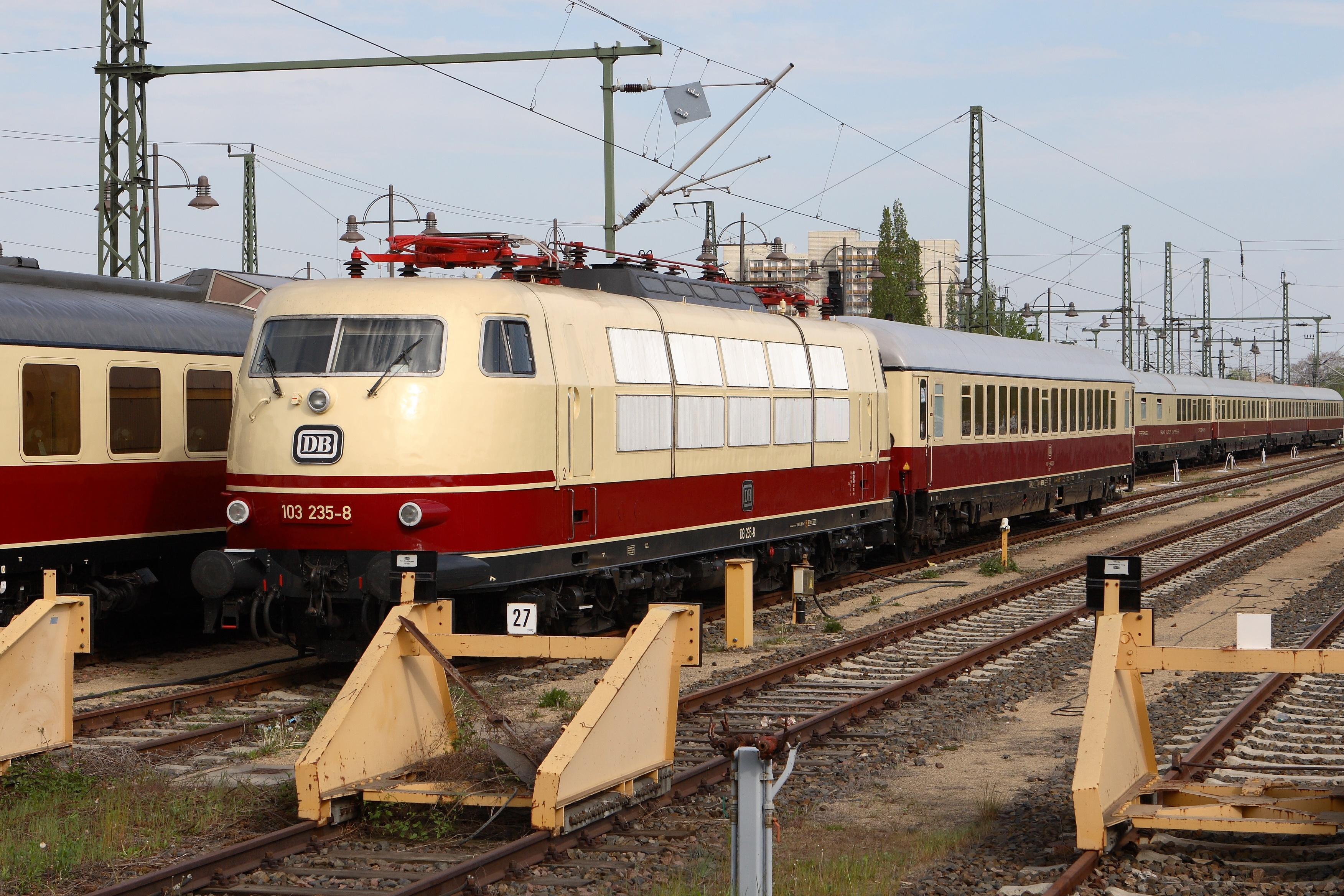
全欧快车专用的BR103型电力机车

### 车厢
1962年，金色莱茵在UIC-X型车厢的基础上专门为一等座车设计了车长为26.4公尺的新的舒适型车厢。它分成型号为Apmh-62（Apmz121）的48座的开放座车和型号为Avmh-62（Avmz111）的仅设9个包间的隔间座车。此外列车编组还搭载有型号为AD4üm-62（ADmh101）的观景座车（该车在2007年由德国铁路再度推出）和型号为WR4üm-62（WRmh131）的“驼峰餐车”，其厨房及储藏室由上下两层分隔。车内新设计的侧裙板则可使车厢地板下的各种设备得到有效的保护。在外观上，则重新采用了蓝色搭配米色的配色方案。
从1965年起交付的金色莱茵车厢开始漆以全欧快车的统一涂装，使用红色搭配米色，并采用斜面车顶，其它方面则保持不变，仅新增了一款型号为ARD4üm-64（ARDmh105）的酒吧车。此外，部分开放座车在1970年代至1980年代间改用自动推拉门。

### 机车
作为牵引机车，第三代金色莱茵最初使用的是德国联邦铁路E10型电力机车的特殊版本，这是在普通版本的基础上更换时速可达160km/h的高速转向架、并重新漆上与车厢匹配蓝米涂装而成。事实上，专门为金色莱茵而设计的电力机车E10.12是从1962年秋季开始交車使用，其采用更为优雅的前脸设计，并从一开始便与车厢的配色保持一致。原本临时使用的机车也随之被减配为普通的E10型电力机车。在埃默里希－杜伊斯堡的非电气化铁路区间，金色莱茵则是使用是V200型柴油机车牵引。
自1972年起，德国联邦铁路103型电力机车开始担当列车的牵引任务。在进入巴塞尔之后的瑞士境内，列车则采用瑞士联邦铁路的SBB Re 4/4I型电力机车。

### 运营

1965年的运行线路，蓝色为莱茵河

第三代金色莱茵最初也是作为“长途快速列车（FD）”运营。1963年，金色莱茵更改为联运车厢，与当时仍然为数不多的全欧快车“莱茵之箭（TEE Rheinpfeil）”号共同运营，联运编组的加掛与解编工作均在杜伊斯堡火车总站完成。
1965年，金色莱茵在瑞士延长至日内瓦到發，列车类别亦升级为全欧快车，以“全欧快车金色莱茵（TEE Rheingold）”号的名义运行。列车涂装也被漆成全欧快车的标准色调红色及米色。至1970年代末期，观景座车被取消。而在1979年由城际列车网络引入的二等座车则解决了原全列一等座车空置率较高的问题。
1983年，列车开始加掛车厢至海德堡后单独前往慕尼黑，并在此引入一款由开放座车改造而成的俱樂部车厢（Rheingold-Club），车内除了美食外，还提供音乐表演及旅游推薦等服务。然而该会所车厢的价格相比起第一代金色莱茵的奢华则显得非常亲民。其餐饮种类除了热狗或巴伐利亚白香肠等小吃，乘客还可简单的选择1份冷盘、1份牛肉汤、1份炖鸡蛋和1份名为“会所车厢精选（Clubwagen-Schmankerl）”的每日更换的主菜，并搭配芥末肉饼和椒鹽卷餅。加掛车厢沿线途经海尔布隆－斯图加特－阿伦－讷德林根－多瑙沃斯等地，这是普通城际铁路中风景迷人的一段线路。加掛车厢会在窗户下方漆上橙色条纹以示区别。此后由于上座率不佳，由1985/86年的运营时刻表开始，加掛车厢调整为由曼海姆经斯图加特－乌尔姆－奥格斯堡－慕尼黑的线路运行，并经罗森海姆延长至奥地利萨尔茨堡。

## 停运及接替
1987年，由于欧城列车类别的引入，金色莱茵的运营完全停止。继任的列车服务由欧城列车伦勃朗号及伯尔尼高地号担当，由阿姆斯特丹开往库尔或因特拉肯。瑞士联邦铁路提供运营车厢，编组中还增设全景座车及德国餐车。
2002年12月，随着科隆－法兰克福高速铁路的开通运营，重联ICE-3列车担当的ICE104/105次列车开始在阿姆斯特丹至巴塞尔间投入服务。而如今运行于汉堡至库尔间并无命名的欧城列车EC6/7次和100/101次则仍在延续服务于金色莱茵此前的路线，这些车厢则完全由瑞士联邦铁路提供。